# Muerte: Lo mejor de tu vida
Muerte: Lo mejor de tu vida (en inglés, Death: The Time of Your Life) es la segunda novela gráfica de la colección de historietas de The Sandman centrada en el personaje de Muerte de Los Eternos. Fue creada por Neil Gaiman y publicada por Vertigo. Consta de tres números, publicados entre abril y julio de 1996.

## Historia editorial
Fue publicado inicialmente como tres números separados, entre abril y julio de 1996. Más tarde se empezó a publicar en un tomo compilado. En junio de 2021, ECC Ediciones sacó un único tomo llamado Biblioteca Sandman: Muerte, que incluye todas las obras centradas en Muerte:
1. Muerte: El alto coste de la vida
2. Muerte: Lo mejor de tu vida
3. «Muerte: Un cuento de invierno»
4. «La noria»
5. «Muerte habla sobre la vida»

## Contenido
Los tres números de este tomo son los siguientes:
| #      | Título                                       | Guion  | Dibujo                                    | Tinta                                        | Color y separaciones | pp. |
| ------ | -------------------------------------------- | ------ | ----------------------------------------- | -------------------------------------------- | -------------------- | --- |
| Cap. 1 | «Las cosas que solo haces cuando te aburres» | Gaiman | Bachalo                                   | Buckingham                                   | Hollingsworth        | 20  |
| Cap. 2 | «Soluciones imaginarias»                     | Gaiman | Bachalo (pp. 1-13) Buckingham (pp. 14-24) | Buckingham (pp. 1-13) Pennington (pp. 14-24) | Hollingsworth        | 24  |
| Cap. 3 | «Lo mejor de tu vida»                        | Gaiman | Buckingham                                | Pennington                                   | Hollingsworth        | 28  |